# Acmopolynema longicorne
Acmopolynema longicorne är en stekelart som beskrevs av Fidalgo 1989. Acmopolynema longicorne ingår i släktet Acmopolynema och familjen dvärgsteklar. Inga underarter finns listade i Catalogue of Life.